# Lili Marberg
Lili Marberg (9 de dezembro de 1876 - 8 de abril de 1962 ) foi uma atriz alemã e austríaca. Em 1907, foi para o Volkstheater, em Viena . Membro do Burgtheater de Viena de 1911 a 1950, desempenhou papéis principais nas estreias mundiais de peças de Schnitzler e Wedekind, entre outros.
Marberg nasceu em Grimma,  que na época fazia parte do Reino da Saxônia , mais tarde confederado com o Império Alemão , filha de um professor, frequentou o Conservatório de Dresden onde estudou piano e inglês por um curto período, mas depois mudou-se para Zwickau, decidindo posteriormente dedicar-se à atuação como Dilettantin no Goethe-Verein. Foi membro do Teatro em Elberfeld-Barmen de 1898 a 1900.   Posteriormente foi contratada pelo Teatro Thalia de Hamburgo e pelo Schauspielhaus de Munique onde em 1903 causou sensação ao interpretar o papel de Salomé na peça de Oscar Wilde que permaneceu na programação do teatro por alguns anos, antes de ser contratada pelo "Deutschen Volkstheater" de Viena em 1907, como nova atriz no lugar de Helene Odilon

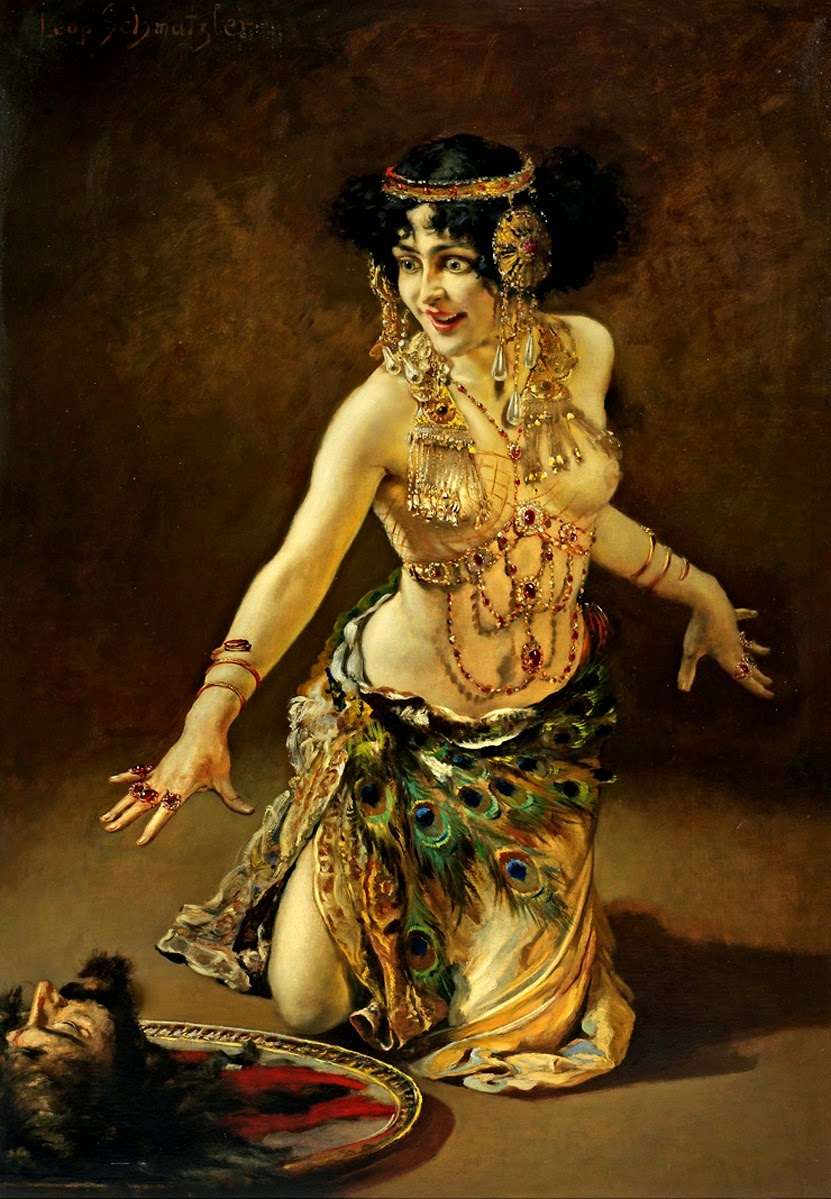
Tanz der Salomé, pintura de Leopold Schmutzler, c. 1905, Coleção Jack Daulton, Los Altos Hills, Califórnia

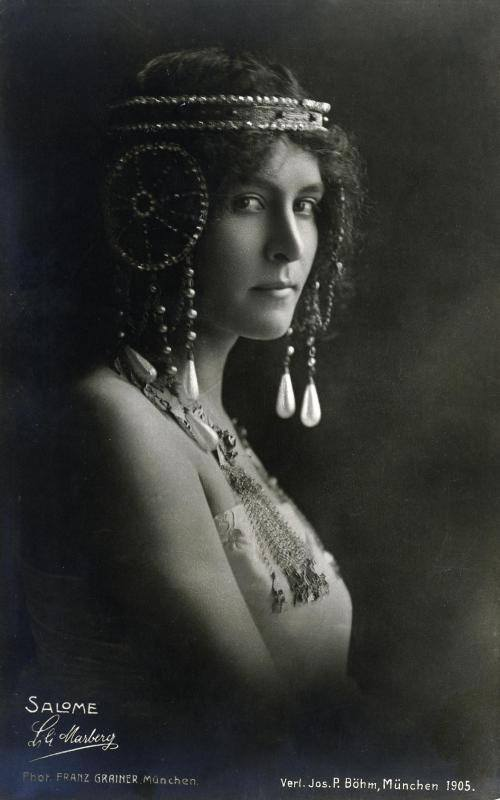
Lili Marberg (como Salomé), fotografada por Franz Grainer, 1905